# Бертини, Ромео
Ромео Бертини (итал. Romeo Bertini; 1893—1973) — итальянский легкоатлет. На Олимпийских играх 1924 года выиграл серебряную медаль в марафоне с результатом 2:47.20.
Выступал на Олимпиаде 1928 года в марафоне, однако не смог закончить дистанцию.

## Достижения
- Победитель Туринского марафона 1924 года — 2:49.56[1]
- Победитель марафона во Флоренции 1924 года — 3:00.39[1]
- 5-е место на Венецианском марафоне 1925 года — 3:04.46[2]
- 3-е место на Туринском марафоне 1925 года — 3:00.25[2]
- 4-е место на Миланском марафоне 1926 года — 2:52.45[3]
- 12-е место на Туринском марафоне 1927 года — 3:14.20[4]